# Hymenophyllum lanatum
Espèce
L’hymenophylle laineuse - Hymenophyllum lanatum - est une fougère de la famille des Hyménophyllacées originaire des Antilles.
Synonymes : Hymenophyllum hirsutum var. lanatum (Fée) Duss, Sphaerocionium lanatum (Fée) Copel.

## Description
Hymenophyllum lanatum appartient au sous-genre Sphaerocionium.
Cette espèce a les caractéristiques suivantes :
- son rhizome est long et filiforme ;
- les frondes, de trois à six centimètres de long sur 1,5 cm de large, comportent un limbe divisé une fois ;
- les segments sont simples ou parfois se divisant vers l'apex ;
- tout l'ensemble de la plante est couvert abondamment de poils raides, assez longs et trifurqués ou quadrifurqués, avec des branches divariquées, donnant un aspect laineux à l'origine de l'épithète spécifique ;
- Les sores, solitaires, sont portés par l'extrémité d'un segment, majoritairement à la partie terminale du limbe ;
- l'indusie est formée deux lèvres aussi larges que longues ;
- les grappes de sporanges sont complètement recouvertes par l'indusie.

## Distribution
Cette espèce, plutôt épiphyte de forêts pluviales, est présente en Amérique tropicale - Brésil, Colombie, Costa Rica, Équateur, Guatemala, Mexique, Panama, Venezuela - et dans les Caraïbes - Cuba, Dominique, Guadeloupe et Jamaïque.

## Historique
Cette espèce a été collectée une première fois par L'Herminier en 1861 en Guadeloupe, à Sainte-Rose.